# Йоганн Еріх Гейде
Йоганн Еріх Гейде (нім. Johannes Erich Heyde; 22 травня 1892, Бокельвіц, Саксонія, Німецька імперія — 4 червня 1979, Західний Берлін, ФРН) — німецький філософ та психолог.

## Біографія
До 1915 навчався у Грайфсвальдському університеті.
Учасник Першої світової війни (1915—1916).
З 1928 обіймав посаду професора філософії та педагогічної психології у Педагогічному інституті Ростока, вів курс підготовки вчителів початкової освіти.
У 1933 був серед професорів німецьких університетів та училищ, що виступили на підтримку Адольфа Гітлера та нацистської держави.
З 1935 до 1942 працював в Інституті розвитку педагогічної освіти.
У 1945 читав курс лекцій в університеті Ростока, де у 1946 отримав посаду професора педагогічного факультету. Пізніше — директор інституту та декан факультету.
Після еміграції до Західної Німеччини, з 1950 — професор у Західному Берліні. Викладав до виходу на пенсію у 1960 у Берлінському технічному університеті.

## Наукова діяльність
Учень Йоханнеса Ремке, філософію якого він розвивав далі. Досліджував методи навчання читання.
Поряд з різними роботами про Ремке і його вузловій науці про основу всіх речей (Онтології) написав ряд філософських праць.

## Вибрані праці
- Основи наукової філософії /Grundwissenschaftliche Philosophie (1924);
- Значення. Філософська основа /Wert. Eine philosophische Grundlegung (1926);
- Мистецтво наукової роботи /Technik des wissenschaftlichen Arbeitens (1930);
- Типи /Der Typus (1940);
- Девальвація причинності? За і проти позитивізму /Entwertung der Kausalität? Für und wider den Positivismus (1957);
- Шляхи для ясності. Нариси /Wege zur Klarheit. Aufsätze (1960) та ін